# Distrikt Salitral (Morropón)
Der Distrikt Salitral liegt in der Provinz Morropón der Region Piura in Nordwest-Peru. Der Distrikt wurde am 8. Oktober 1840 gegründet. Er hat eine Fläche von 614,03 km². Beim Zensus 2017 lebten 8527 Einwohner im Distrikt. Im Jahr 1993 betrug die Einwohnerzahl 8498, im Jahr 2007 8516. Verwaltungssitz ist die 162 m hoch gelegene Ortschaft Salitral mit 1021 Einwohnern (Stand 2017). Salitral liegt am rechten Flussufer des Río Piura oberhalb der Einmündung des Río Bigote, 45 km südöstlich der Provinzhauptstadt Chulucanas.

## Geographische Lage
Der Distrikt Salitral liegt im Südosten der Provinz Morropón. Der Distrikt besitzt eine Längsausdehnung in Nord-Süd-Richtung von 40 km sowie eine maximale Breite von 33 km. Er befindet sich in den westlichen Ausläufern der peruanischen Westkordillere. Das Gebiet wird vom Río Piura in nordwestlicher Richtung durchquert.
Der Distrikt Salitral grenzt im Südwesten an den Distrikt Olmos (Provinz Lambayeque), im Westen an den Distrikt La Matanza, im Nordwesten an den Distrikt Buenos Aires, im Nordosten an den Distrikt San Juan de Bigote, im Osten an die Distrikte Canchaque und San Miguel de El Faique (beide in der Provinz Huancabamba) sowie im Südosten an den Distrikt Huarmaca (ebenfalls in der Provinz Huancabamba).

## Ortschaften
Neben Salitral gibt es folgende größere Ortschaften im Distrikt:
- Algarrobal (209 Einwohner)
- La Alberca (837 Einwohner)
- Malacasi (1850 Einwohner)
- Palo Blanco - El Cerezo (654 Einwohner)
- Polluco (254 Einwohner)
- San Pedro (208 Einwohner)
- Serran (1793 Einwohner)